# Binenwalde
Binenwalde, in der älteren Literatur häufig auch Bienenwalde geschrieben, ist ein Gemeindeteil von Gühlen-Glienicke, einem Ortsteil der Stadt Neuruppin im Landkreis Ostprignitz-Ruppin (Brandenburg). Der Ort wurde 1753 auf einem Teil der Feldmark Braunsberg gegründet.

## Geographie

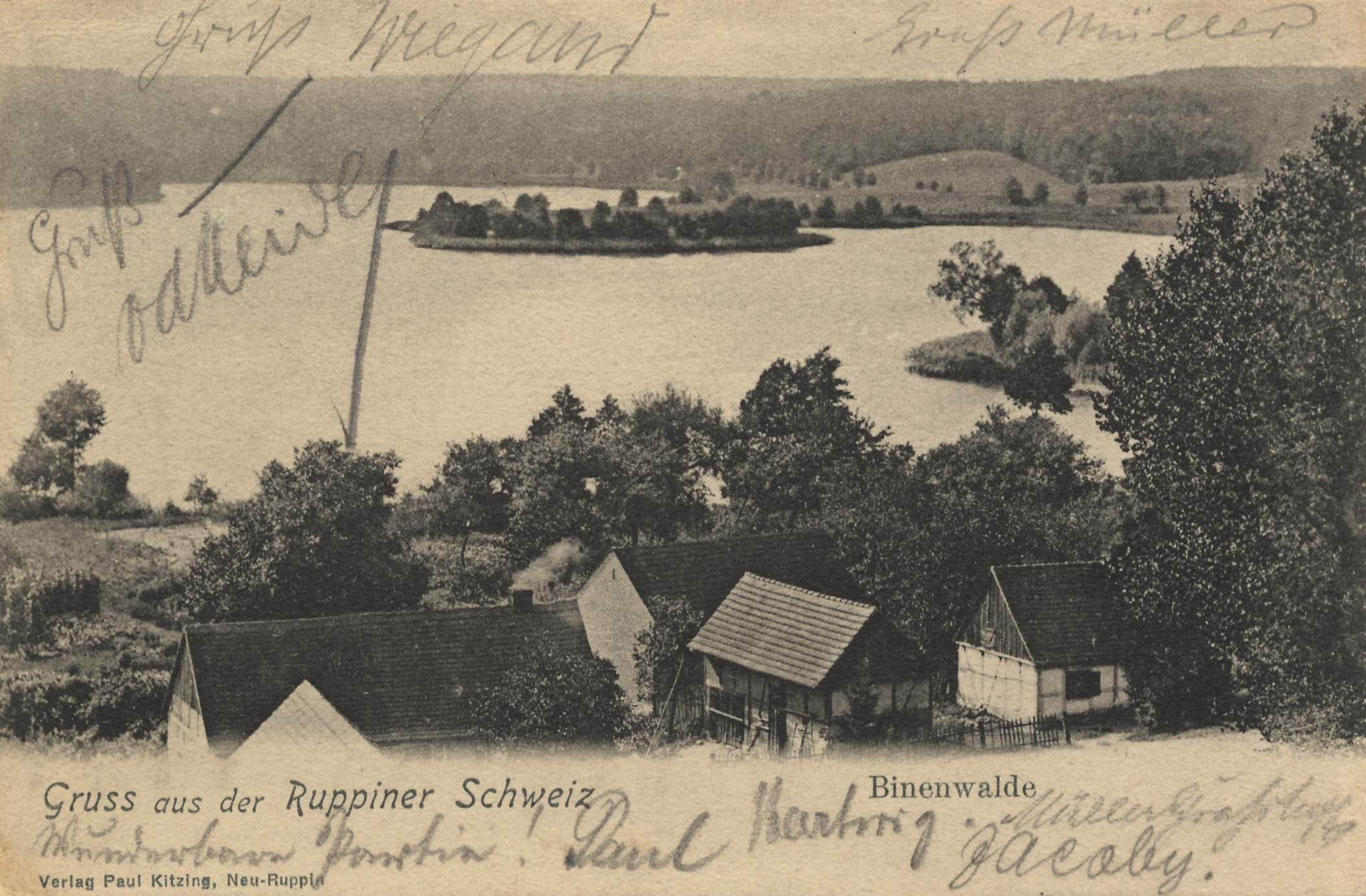
Binenwalde mit Blick zum Kalksee

Binenwalde liegt unmittelbar am Nordostufer des Kalksees, etwa acht Kilometer südwestlich von Rheinsberg und rund 14 Kilometer nördlich von Neuruppin. Die frühere Gemarkung Binenwalde wurde mit der Gemarkung Gühlen-Glienicke vereinigt. Die frühere Gemarkung Binenwalde entspricht in etwa der heutigen Flur 11 der Gemarkung Gühlen-Glienicke (einschließlich des Kalksees). Die frühere Gemarkung Binenwalde grenzte im Norden an die Gemarkung von Zühlen, im Osten an die Gemarkung von Braunsberg, im Süden an die Stadtmarkung von Neuruppin und im Westen an die (früher kleinere) Gemarkung von Gühlen-Glienicke.
Der Gemeindeteil liegt auf einer spätglazialen Seeterrasse, teils auch am Hang zum Plateau der angrenzenden Endmoräne des Frankfurter Stadiums, auf ca. 60 m ü. NHN.
Der Ort ist über kleine Straßen von Zühlen (Rheinsberg), Gühlen-Glienicke und Braunsberg zu erreichen. Auf sandigen Feldwegen kommt man nach Rheinsberg-Glienicke bzw. Richtung Süden weiter zur Boltenmühle.

## Geschichte
Binenwalde verdankt seine Existenz der Kolonistentätigkeit unter Friedrich II. (Preußen).
Am 17. Dezember 1753 schloss die Königlich-Preußische Kriegs- und Domänenkammer einen Erbzinskontrakt mit dem Förster Ernst Ludewig Cusig (oder auch Kusig geschrieben) († 10. Juli 1773) über den Aufbau einer Kolonie am Kalksee auf dem westlichen Teil der Feldmark Braunsberg ab. Das Land gehörte zum Amt Alt Ruppin. Cusig erhielt 397 Morgen Land, davon 325 Morgen Acker, 20 Morgen Wiese und 52 Morgen unbrauchbares Land (1 Morgen ist zu 180 Quadratruten gerechnet) zu Eigentum. Er musste sich aber verpflichten, acht ausländische Kolonistenfamilien in der neuen Kolonie anzusiedeln. Den Kolonisten wurden ihre Häuser und je 2 Morgen Gartenland ebenfalls eigentümlich überlassen. Sie erhielten außerdem die Hütung in den Steinbergen und anderen Amtsrevieren. Außerdem waren die ersten sechs Jahre abgabenfrei. Cusig erhielt die Jurisdiktion über die neue Kolonie und den Braunsberger Kalkofen am Nordufer des Kalksees, der dort schon seit 1725 bestand. Der Kalkofen brannte dort gewonnene Wiesenkalke.
Die neue Kolonie wurde nach der Frau des Försters Cusig, Sabine geb. Schott (* 1715; † 4. Dezember 1783) benannt. Das Paar hatte 1734 geheiratet. 1764 gehörte dem Erbzinsmann (= Förster Cusig) ein Wohnhaus, mit einer Scheune, fünf Stallungen und einem Nebenhaus. Zum Kalkofen gehörten ein Wohnhaus und zwei Scheunen. Die acht angesetzten Büdner hatten je ein Wohnhaus. Nach Johann Ernst Fabri hatte das adelige Dorf Bienenwalde 1767 10 Feuerstellen (Wohngebäude) und 47 Einwohner. 1787 war die Einwohnerzahl auf 59 Personen gestiegen.
1776/77 beschwerten sich die in Binenwalde angesetzten Kolonisten über den Förster Cusig, dass er ihnen das zugesagte Land, wahrscheinlich die zwei Morgen Gartenland, vorenthalten habe. Auch mit der Gemeinde Zühlen hatte Cusig Ärger, wegen Grenz-, Grundstücks- und Hütungssachen.
Es gab auch Rückschläge in der neuen Kolonie, am 28. April 1783 brannten drei Büdnerhäuser in Binenwalde ab.
Nach Bratring hatte Binenwalde 1798 13 Feuerstellen (Wohngebäude), in denen 17 Büdner, 7 Einlieger und ein Kalkbrenner lebten. Die Liegenschaften war mit insgesamt 6.050 Reichstalern versichert. Der Acker war mit 3 Wispeln 21 Scheffel Roggen, 12 Scheffel Gerste, 2 Wispel 12 Scheffel Hafer, 5 Scheffel Erbsen, 5 Wispel 3 Scheffel Kartoffeln und 2 Scheffel 8 Metzen Leinsamen besät. Auf 10 Morgen Land wurde Tabak angebaut, was eine Ernte von 26 Zentner Tabak erbrachte. Der Viehstand betrug 4 Pferde, 23 Stück Rindvieh, 300 Schafe und 30 Schweine.

### 19. Jahrhundert
Die auf der Wasserseite ursprünglich einzeilig angelegte friderizianische Siedlung entwickelte sich im 19. Jh. auf die heutige Ortsgröße.
1801 beschreibt Friedrich Wilhelm Bratring Bienenwalde als Erbzinsgut und Kolonie mit 16 Büdnern und vier Einliegern, und insgesamt 13 Feuerstellen (Wohngebäude). In der Nähe des Ortes und zu Binenwalde gehörig arbeitete (immer noch) der Kalkofen, Der Besitzer des Erbzinsgutes war der Amtmann Krüger.
1817 hatte die Kolonie und das Erbzinsvorwerk Bienenwalde 93 Einwohner und gehörte einem Wernicke. 1831 wurde in Binenwalde eine Schule eingerichtet.
In den 1820er Jahren wurde außerhalb der Dorflage unmittelbar an der Straße nach Gühlen-Glienicke ein Friedhof angelegt.
1840 standen in Binenwalde 17 Wohnhäuser, in denen 135 Personen wohnten. Als Besitzer vermerkt die Übersicht das Amt Alt Ruppin und einen Professor Schulz.
1860 gehörten zum Gut und zur Kolonie Bienenwalde zwei Abbauten, eine Schäferei und eine Ziegelei. Im Dorf standen ein öffentliches Gebäude (Kirche), 23 Wohn- und 32 Wirtschaftsgebäude, darunter war die Kalkbrennerei, eine Ziegelei und eine Brennerei. Die Ziegelei lag außerhalb des Ortes in der Nähe des Kalkofens. Die Schäferei etwas nördlich des Ortskern.
Nach dem General-Adressbuch der Ritterguts- und Gutsbesitzer im Deutschen Reiche von 1879 hatte das Gut in Binenwalde eine Größe von 160,25 Hektar. Davon waren 70,25 Hektar Acker, 10,25 Hektar Wiesen, 23,50 Hektar Weiden, 9,75 Hektar Wald und 46,50 Hektar Wasser. Der Grundsteuerreinertrag betrug 498 Mark. Unter der Rubrik Industrielle Anlagen ist nichts aufgeführt. Sehr wahrscheinlich waren Kalkofen, Ziegelei und Brennerei zu diesem Zeitpunkt schon aufgegeben worden. Sie sind auch nicht mehr in der Topographischen Karte 1:25.000 Nr. 2942 Zühlen von 1881 eingezeichnet. Stattdessen ist ganz in der Nähe von der ehemaligen Ziegelei ein Kirchhof eingezeichnet.
Das Handbuch des Grundbesitzes im Deutschen Reiche von 1896 gibt die Größe des Gutes Binenwalde nun mit 300 Hektar an, davon 143 Hektar Acker, 7 Hektar Wiesen, 100 Hektar Wald und 50 Hektar Wasser. Der Grundsteuerreinertrag wird mit 498 Mark beziffert.
Ein Dorfbrand in den 1890er Jahren zerstörte eine unbekannte Anzahl an Bauten.

### 20. Jahrhundert
Um 1900 standen in Binenwalde 24 Häuser. 1907 hatte das Gut eine Größe von 179 Hektar. Davon waren 60,6 Hektar Acker, 10,5 Hektar Wiesen, 10 Hektar Weiden, 59,5 Hektar Wald, 8,4 Hektar Ödland und 40 Hektar Wasser. Der Viehstand ist mit 19 Pferden, 33 Stück Rindvieh, davon 18 Kühe und 143 Schweinen beziffert. Der Grundsteuerreintrag ist hier mit 506 Mark angegeben.
1914 ist die Gesamtgröße des Gutes mit 304,4 Hektar angegeben, davon 75 Hektar Acker, 6 Hektar Wiesen, 175 Hektar Wald, 8,4 Hektar Ödland und 40 Hektar Wasser. Der Viehbestand hatte sich auf 10 Pferde, 7 Kühe und 11 Schweine verringert.
1920 hatte Rittmeister Otto von Zobeltitz das Gut Binenwalde gekauft. Das Handbuch des Grundbesitzes im Deutschen Reiche. Provinz Brandenburg von 1921 gibt die Gesamtgröße des Gutes mit 325 Hektar an, davon 75 Hektar Acker, 10 Hektar Wiesen, 12 Hektar Weiden, 180 Hektar Wald, 8 Hektar Ödland und 40 Hektar Wasser. Otto von Zobeltitz ließ das Gut von einem Inspektor Scherpner verwalten. Niekammer’s Landwirtschaftliches Adreßbuch der Rittergüter, Güter und Höfe der Provinz Brandenburg von 1929 nennt eine Gesamtgröße von 304,4 Hektar, davon waren 75 Hektar Acker, 6 Hektar Wiesen, 175 Hektar Wald, 8,4 Hektar Ödland und 40 Hektar Wasser. Der Viehbestand belief sich auf 10 Pferde, 7 Kühe und 7 Schweine.
Die Dorfbewohner verdienten ihren Lebensunterhalt sowohl in der Land- als auch in der Forstwirtschaft, im Handwerk, in der Flößerei und im Fischfang.
1945 fiel das Gut unter die Verordnung der Bodenreform. 158,38 Hektar wurden an 20 Siedler aufgeteilt. 1959 gründete sich eine LPG mit 30 Mitgliedern und 38,94 ha landwirtschaftliche Nutzfläche.

### Einwohnerentwicklung
| Jahr      | 1766 | 1785 | 1798 | 1801 | 1817 | 1840 | 1858 | 1867 | 1871 | 1895 | 1925 |
| Einwohner | 47   | 59   | 101  | 91   | 93   | 135  | 140  | 149  | 133  | 125  | 98   |

### Historische Landwirtschaft
| Aussaat     | Roggen                | Gerste      | Hafer                 | Erbsen     | Kartoffeln           | Leinsamen          | Tabak (26 Zentner) |
| Menge       | 3 Winspel 21 Scheffel | 12 Scheffel | 2 Winspel 12 Scheffel | 5 Scheffel | 5 Winspel 3 Scheffel | 2 Scheffel 8 Metze | auf 10 Morgen      |
| Tierbestand | Pferde                | Rinder      | Schweine              | Schafe     |                      |                    |                    |
| Stück       | 4                     | 23          | 30                    | 300        |                      |                    |                    |

## Kommunale Zugehörigkeit
Binenwalde war keine Landgemeinde, sondern erhielt im 19. Jahrhundert des Rechtsstatus eines Gutsbezirkes, der dem Amt Alt Ruppin unterstand. mit Einführung der Amtsbezirke in der Provinz Brandenburg 1874 wurde der Gutsbezirk Binenwalde dem Amtsbezirk 16 Neu Glienicke zugewiesen, zusammen mit den Gemeinden Basdorf, Frankendorf, Gühlen-Glienicke, Rheinsberg-Glienicke, Pfalzheim mit dem Etablissement Wüsten-Rägelin (Teerofen), Wassermühle Boltenmühle, Wassermühle Kunsterspring und der Kolonie Steinberge sowie dem Gutsbezirk Königlicher Forst Neuglienicke mit Forsthaus Wallitz. Amtsvorsteher wurde Oberförster Riesen vom Gutsbezirk Forst Neuglienicke, sein Stellvertreter Gutsbesitzer Georg Karl Philipp Strohmeyer von Binenwalde.
1928 wurde Binenwalde mit der Gemeinde Gühlen-Glienicke unter dem Namen Binenwalde zusammengeschlossen. 1945 wurde Gühlen-Glienicke aus Binenwalde ausgegliedert und der Name 1947 zu Gühlenglienicke geändert. Zum 10. Juni 1950 wurde nun Binenwalde nach Gühlenglienicke eingegliedert. Später wurde erneut die Schreibweise zu Gühlen Glienicke geändert. 1964 und 1981 war Binenwalde ein Ortsteil von Gühlen Glienicke.
Mit der Gründung des neuen Landkreises Ostprignitz-Ruppin wurde Gühlen Glienicke am 5./6. Dezember 1993 in die Stadt Neuruppin eingegliedert und ist nun ein Ortsteil der Stadt Neuruppin. Seither ist auch die Schreibweise Gühlen-Glienicke üblich geworden. Binenwalde ist nach dem offiziellen Sprachgebrauch nur noch ein bewohnter Gemeindeteil von Gühlen-Glienicke. Der Ort schreibt sich auf ihrer Webseite jedoch wieder Gühlen Glienicke.

## Die Besitzer des Gutes Binenwalde

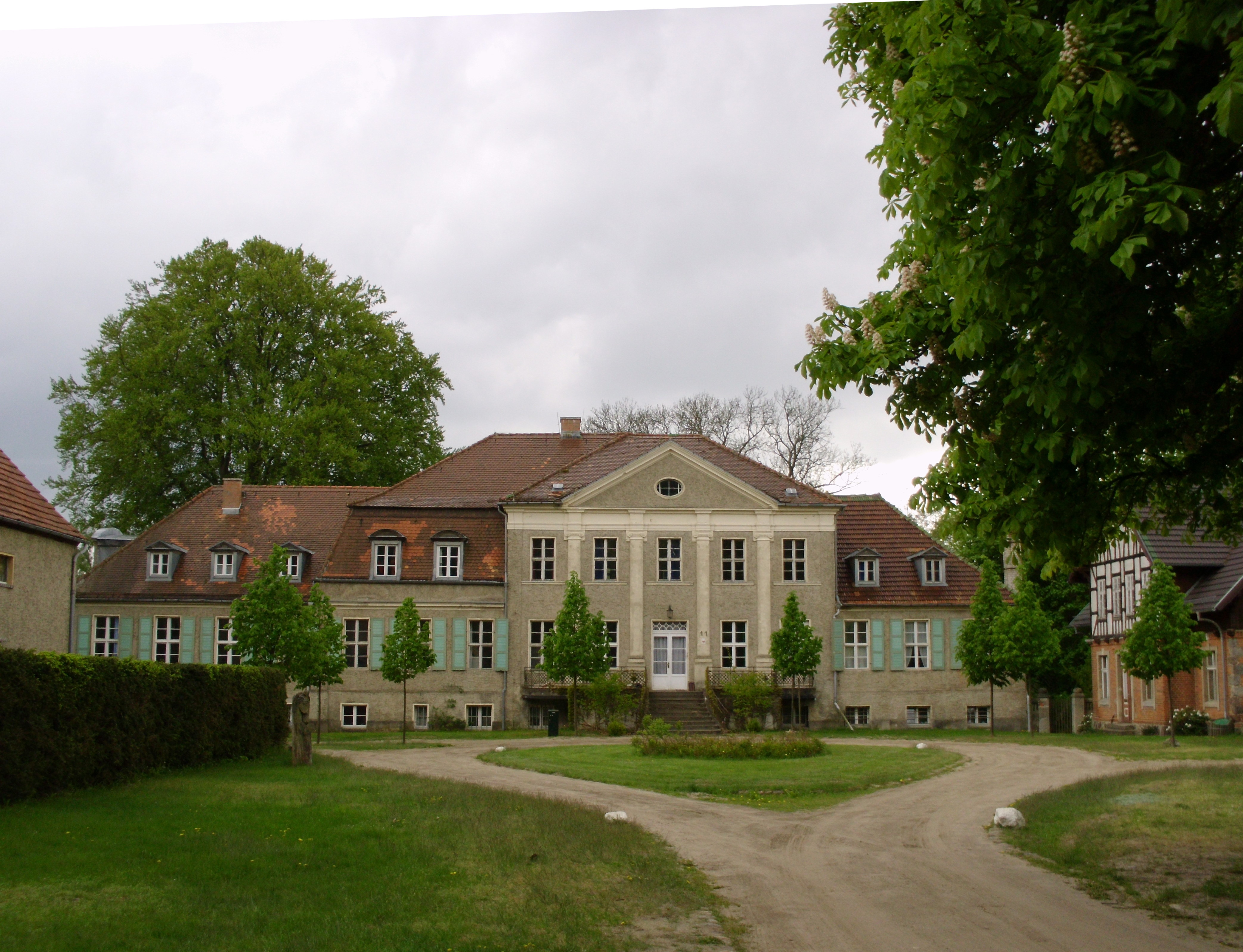
Gutshaus Binenwalde

Die Besitzgeschichte des Gutes Binenwalde ist weitgehend, jedoch noch nicht lückenlos bekannt und folgt hier der Zusammenstellung von Sven Altmann auf der Website www.guehlen-glienicke.de mit kleineren Ergänzungen aus anderen Quellen.
- 1754–1773 Ernst Ludwig Cusig/Kusig. Der geschätzte Wert des Erbzinsgutes Binenwalde betrug 1773 4.043 Taler. Nach seinem Tod fiel das Gut an seine Ehefrau.
- 1773–1783 Anna Sabina Kusig/Cusig, geb. Schott. Nach deren Tod 1783 erbte es der Sohn
- 1783–1794 Gabriel Karl Friedrich August Kusig/Cusig († 7. Juli 1794). Er vererbte das Gut Binenwalde an seine Tochter
- 1794 Friederike Sabine Henriette Wilhelmine Kusig/Cusig. Sie verkaufte das Gut für 9900 Taler an
- 1794–1797 Andreas Heise. Dieser verkauft das Gut an
- 1797–1807 Amtmann Albrecht Krüger. Er verkauft das Gut Binenwalde an seinen Sohn
- 1807–1809 Johann Jakob Krüger († 1809). Nach dessen Tod erbte seine Frau das Gut.
- 1809–1810 Witwe Krüger, geb. von Ribbeck zu Köpernitz. Sie verkaufte das Gut Binenwalde nur ein Jahr später an einen NN Wernicke.
- 1810–1824 Wernicke († 1824) vererbt das Gut Binenwalde an seine drei Töchter
- 1824–1828 Friederike (* um 1801), Wilhelmine Luise und Johanna Hennriete Wernicke. Wilhelmine Luise heiratete 1819 den Philipp Jarnack.[27] Friedrike heiratete 1821 Johann Ludwig Plötz.[28] Nach dem Tod der Wilhelmine Luise († 1828) war Johanna Hennriete Wernicke alleinige Besitzerin
- 1828–1832 Johanna Henriette Wernicke. Sie heiratete Karl Heinrich Schulz-Schulzenstein, starb aber bereits 1832. Erbe war ihr Ehemann. Die Schwester Friederike starb 1850 in Binenwalde.
- 1832–1857 Karl Heinrich Schulz-Schulzenstein, Professor der Medizin an der Universität Berlin,[29][4] in zweiter Ehe mit Luise Siebert[30]
- 1857–1859 Oberamtmann und Rittergutsbesitzer Theodor Zabel, Berlin-Lichterfelde
- 1859–1883 Amtmann Georg Karl Philipp Strohmeyer
- 1883–1889 Leutnant der Reserve[31] Karl Heinrich Schulz-Schulzenstein, Kerkow
- 1889–1909 Justizrat Karl Laemmel, Neuruppin
- 1909–1920 Sanitätsrat Dr. Theodor Gorges, Berlin-Charlottenburg
- 1920–1924 Rittmeister Otto von Zobeltitz,[32] Dolgenbrodt
- 1924–1927 Fürst Leopold IV. zur Lippe
- 1927–1938 Ministerialdirektor[33] Heinrich[34] von Eichel-Streiber auf Schloss Berka
- 1938–1945 Walter Claus, Schokoladenfabrikant Dresden
- 1945–1955 Wohnräume für Flüchtlinge und Siedler
- 1955–1995 Kinderheim (Rat des Kreises – Kreisverwaltung Neuruppin)
- 1995–2000 Unbewohnt (Kreisverwaltung Neuruppin)
- seit 2000 Familie von Butler

## Denkmale
Die Denkmalliste des Landes Brandenburg für den Landkreis Ostprignitz-Ruppin nennt für Binenwalde folgende Baudenkmale:
- Nr. 09171026 Seestraße 9b–13: Gutsanlage
- Nr. 09171078 Seestraße 42: Sommerhalle mit Biergarten

## Die schöne Sabine

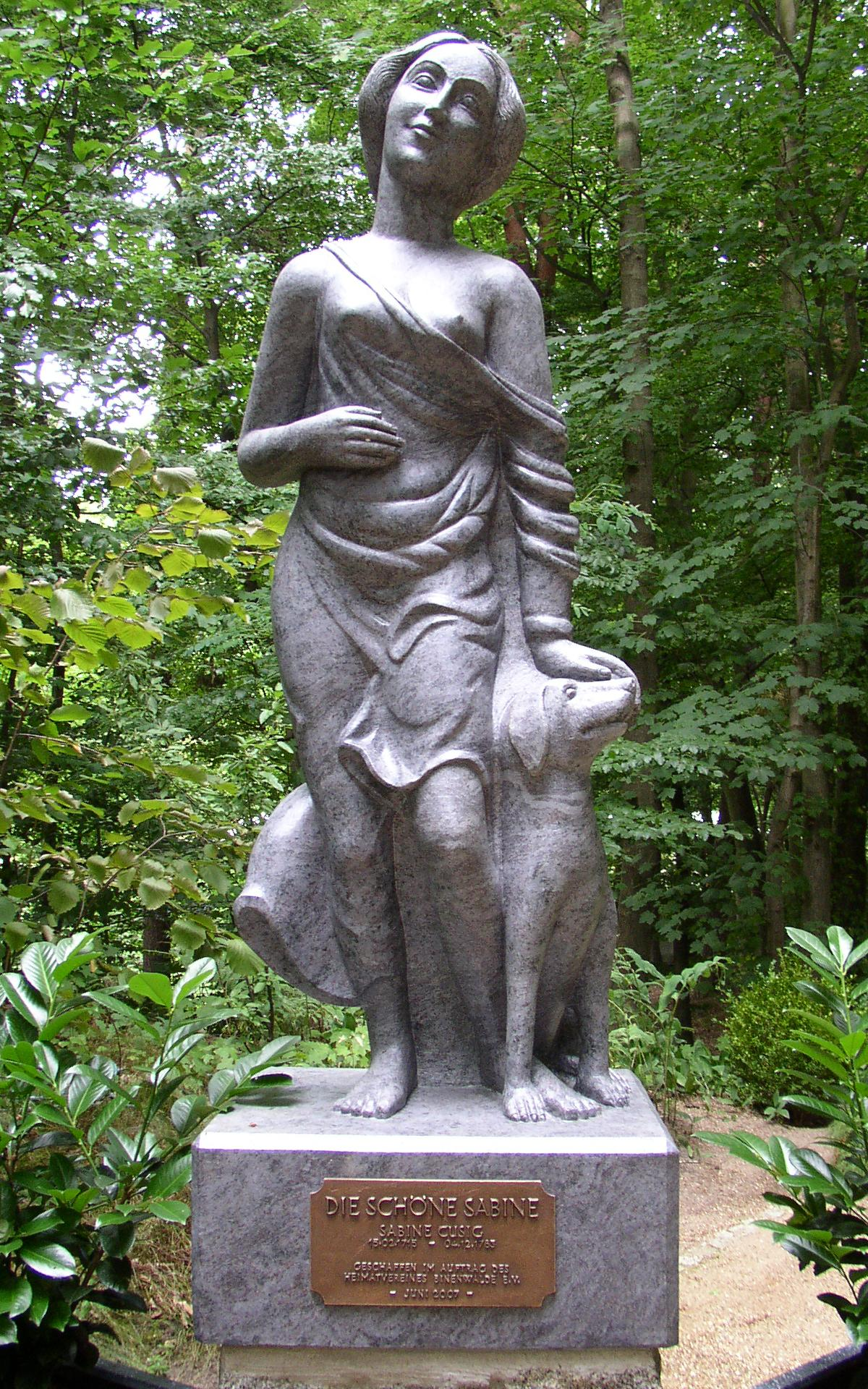
Sabinendenkmal in Neuruppin-Binenwalde

Der Ortsname Binenwalde und auch der Ausfluss des Kalksees, der Binenbach, die romantische Landschaft mit viel Wald und der idyllische Kalksee beflügelte die romantische Literatur, und diese erfand im 19. Jahrhundert die Figur der Schönen Sabine. Sie soll die einzige Tochter des Försters Cusig gewesen sein, dem seine Frau (und damit Sabines Mutter) früh gestorben sein soll. Sabine führte ihrem Vater den Haushalt, der tagsüber in seinem weiten Revier unterwegs war und erst spät nach Hause kam. Nach getaner Arbeit fuhr Sabine oft mit dem Kahn an den Ausfluss des Kalksee, den später nach ihr benannten Binenbach, ihren Lieblingsplatz. Dort sang sie dann oft ein noch von der Mutter gelerntes Liedchen. Eines Tages stimmte nun ein junger Flötenspieler in die Melodie ein. Es war der junge Kronprinz Friedrich, der spätere Friedrich der Große. Sie erkannte ihn natürlich nicht, und er gab sich ihr auch nicht zu erkennen. Doch dann rief sie der Vater über den See hinweg, Sabine und das Echo antwortete Bine, Bine. Sie stieg schnell wieder in ihren Kahn und fuhr über den See zurück. Die beiden trafen sich nun immer wieder an den Abenden am gleichen Platz, und Friedrich erzählte ihr vom schwierigen Verhältnis zwischen dem König und dem Kronprinzen. Eines Tages fragte sie ihn nach seinem Namen, Er sagte ich heiße Fritz, nenn mich einfach Fritz. Und ich heiße Sabine, antwortete sie. Eines Tages kam der geheimnisvolle Flötenspieler aber nicht mehr zum verabredeten Treffpunkt, und auch nicht an den folgenden Tagen. Der Vater zog nun Erkundigungen über den geheimnisvollen Flötenspieler ein und erfuhr, dass es der Kronprinz war. Er musste Sabine nun die für sie traurige Wahrheit überbringen, dass ihr Flötenspieler nun nach Berlin gezogen und dort zum König gekrönt worden war. Doch Friedrich erinnerte sich an Sabine und die schönen Stunden am Kalksee und schenkte ihr ein Gut am See, dass nun Binenwalde genannt wurde.
Das Thema wurde vor allem in der zweiten Hälfte des 19. Jahrhunderts immer wieder literarisch aufgegriffen. 1882 erschien die Erzählung Bine von Karl Schulz, 1892 Die Bine von Albert Wittstock. Auch Paul Schulze-Berghof 1916 mit seinem Roman Die schöne Sabine: Ein friderizianischer Roman aus den Rheinsberger Tagen. Während in den meisten Erzählungen von romantischen Treffen die Rede ist, dichtete Theodor Fontane ein Verhältnis von Friedrich mit der schönen Sabine hinein. Um die Staatsräson zu wahren, musste sie schließlich den Förster Kusig heiraten.
In den Akten und Urkunden der damaligen Zeit finden sich nach Wilhelm Bartelt keine Hinweise darauf, dass sich Friedrich und Sabine Kusig geb. Schott, die Frau des Förster Kusig, jemals trafen. Friedrich war seit 1733 verheiratet und zog mit seiner Frau Elisabeth 1736 nach Rheinsberg. Sabine war schon seit 1735 mit Förster Kusig verheiratet, Binenwalde existierte damals noch nicht. Aus der obigen Geschichte ergibt sich, der Hof in Rheinsberg wurde aufgelöst und Friedrich bestieg den Thron, dass die Begegnung zwischen Friedrich und Sabine eigentlich 1739 gespielt haben müsste. Da war Sabine aber bereits vier Jahre verheiratet und hatte zwei Kinder. Auch das Gut Binenwalde wurde erst nach 1753 aufgebaut. Doch die Geschichte war in Adels- und Dichterkreisen so populär, dass man sich an fehlenden Quellen und zeitlichen Widersprüchen nicht störte.
1843 stellte der damalige Besitzer des Gutes Binenwalde, Professor Karl Heinrich Schulz-Schulzenstein, eine lebensgroße Statue auf, die die schöne Sabine darstellen sollte. Sabine ist als Jägerin mit Bogen und Jagdhund dargestellt. Auf einem gemauerten, meterhohen Sockel stand auf der Vorderseite die Inschrift: „Aufgestellt von Professor Dr.C.H.Schultz 1843“. Die Statue wurde 1945 zerstört. 1999 gründete sich ein Verein, dessen Ziel es war, eine Replik der Statue herstellen zu lassen. Nach vielen Widrigkeiten konnte die in Indien aus indischem Granit unter Anleitung eines deutschen Steinmetzen hergestellte Statue schließlich 2007 aufgestellt werden.

## Persönlichkeiten
- Michelangelo (* 10. Mai 1946 in Binenwalde), deutscher Schlagersänger